# Kuna II. z Jevišovic
Kuna II. z Jevišovic (před 1328 – po 1343) byl moravský šlechtic z jevišovické větve rodu pánů z Kunštátu.

## Život
Narodil se jako syn Sezemy I. z Jevišovic a jeho manželky Anežky. 
První a poslední zmínka o něm pochází ze září 1243, kdy osvědčil listinu, jíž Niklase z Kaje prodal louckému klášteru veškerý svůj majetek v Havraníkách. 
Kuna měl zřejmě tři syny – Oldřicha z Jevišovic, Sezemu II. z Jevišovic a Bočka II. z Jevišovic. Totožnost Kunovy manželky není známa.